# Wilkinsons polynom

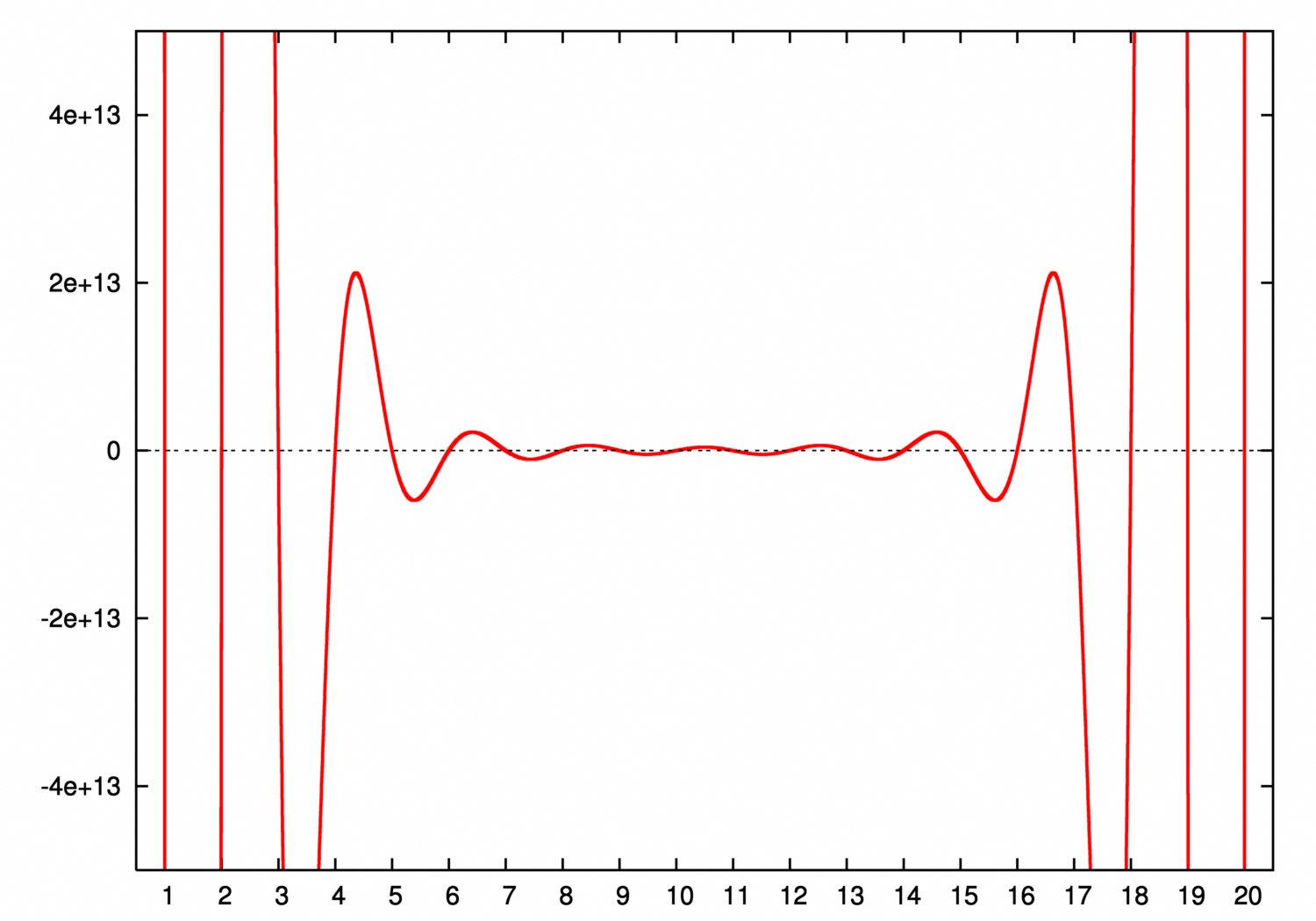
Grafen av Wilkinsons polynom

Wilkinsons polynom är ett polynom som används inom numerisk analys för att illustrera svårigheterna med numerisk rotberäkning. Wilkinsons polynom är specifikt 20-gradspolynomet
{\displaystyle w(x)=(x-1)(x-2)\cdots (x-20)}
med rötterna 1, 2, ..., 20. Trots att rötterna är välseparerade är polynomet illa konditionerat eftersom små perturbationer i dess koefficienter leder till stora ändringar i dess rötter. Oundvikliga avrundningsfel i de minst signifikanta siffrorna vid flyttalsaritmetik kan därför leda till att beräknade rötter avviker stort från de äkta rötterna.
James H. Wilkinson, som 1963 demonstrerade möjligheten för polynom med välseparerade rötter att vara illakonditionerade, beskrev upptäckten som sin "mest traumatiska upplevelse i karriären som numerisk analytiker".